# Cao Ly Cảnh Tông
Cao Ly Cảnh Tông (Hangul: 고려 경종, chữ Hán: 高麗 景宗; 9 tháng 11 năm 955 – 13 tháng 8 năm 981, trị vì 975 – 981) là quốc vương thứ năm của vương triều Cao Ly tại Triều Tiên. Ông là con trai cả của vua Quang Tông, và được phong làm Thái tử từ năm được sinh ra. Ông có tên húy là Vương Trụ (王胄), tên chữ là Trường Dân (長民).
Sau khi lên ngôi, Cảnh Tông cho lập nên Điền sài khoa (Jeonsigwa, 전시과, 田柴科), tức hệ thống phân đất đai. Sau đó, theo Cao Ly sử (Goryeosa), ông đã tránh xa chính sự và vương thất, và dành thời gian để nhảy múa với người dân.
Theo Cao Ly sử, hàng chục ngàn người Bột Hải tị nạn đã chạy trốn từ Định An Quốc (đời vua Ô Huyền Minh) đến Cao Ly (đời vua Cảnh Tông) vào năm 979. Đây là sự kiện được ghi nhận là cuộc di cư của người Bột Hải lớn nhất kể từ cuộc di cư năm 937 khi thái tử Đại Quang Hiển của vương quốc Bột Hải dẫn hàng chục ngàn người Bột Hải tị nạn vào Cao Ly (đời vua Cao Ly Thái Tổ).
Trong năm 979, Hiến Ai Vương hậu (Hoàng Phủ thị) (em họ của Cảnh Tông, khi đó mới 15 tuổi) và Hiến Trinh Vương hậu (Hoàng Phủ thị) (em họ của Cảnh Tông, khi đó mới 13 tuổi) được gả cho Cảnh Tông.
Không lâu sau đó, Hiến Ai Vương hậu có thai và người ta cho rằng Cảnh Tông đã rất vui mừng vì ông không có người thừa kế nào từ hai hoàng hậu trước đó (Hiến Túc Vương hậu và Hiến Ý Vương hậu): việc thiếu người thừa kế là một điều đáng lo ngại nên khi Hiến Ai Vương hậu mang thai, Cảnh Tông trở nên yêu thích Hiến Ai Vương hậu hơn.
Sang ngày 5 tháng 7 năm 980, Hoàng Phủ thị sinh người con trai duy nhất của bà ta với Cảnh Tông là Vương Tụng, điều đó khiến cho Cảnh Tông càng vui mừng hơn.
Cảnh Tông sau đó còn cưới thêm vợ thứ 5 là Đại Minh Cung phu nhân Liễu Thị (con gái tôn thất Nguyên Trang Thái tử và Hưng Phương Cung chúa). Mặc dù bốn người vợ đầu tiên của Cảnh Tông được truy tặng danh hiệu vương hậu, nhưng bà ta là người duy nhất không được phong vương hậu sau khi qua đời. Người ta dự đoán rằng trong hoàng gia sẽ có sự phân biệt đối xử theo địa vị.
Cảnh Tông mất sớm vào ngày 13 tháng 8 năm 981, người con trai duy nhất của ông, Vương Tụng khi đó chỉ mới 1 tuổi nên một tông thất khác là Vương Trị đã kế vị, tức Cao Ly Thành Tông, em họ của ông. Thụy là Chí Nhân Thành Mục Minh Huệ Thuận Hy Tĩnh Hiếu Cung Ý Hiến Hòa Đại Vương (至仁成穆明惠顺熙靖孝恭懿献和大王), táng tại Vinh lăng (榮陵).

## Gia đình

### Phụ mẫu
- Cha: Cao Ly Quang Tông.
- Mẹ: Đại Mục Vương hậu Hoàng Phủ thị (대목왕후 황보씨).

### Em ruột
- Em trai - Hiếu Hòa Thái tử (효화태자, 孝和太子)
- Em gái - Thiên Thu Điện phu nhân (천추전 부인, 千秋殿夫人)
- Em gái - Bảo Hoa Cung phu nhân (보화궁부인, 寶華宮夫人)
- Em gái - Văn Đức Vương hậu Lưu thị (문덕 왕후 유씨, 文德王后 劉氏)[8] Trước đây bà lấy Hoằng Đức Viện quân Vương Khuê, con trai Thọ Mệnh Thái tử, và hạ sinh Tuyên Chính Vương hậu Lưu thị. Hoằng Đức Viện quân Vương Khuê mất sớm, bà tái giá với Cao Ly Thành Tông. Bà trở thành nữ hoàng Cao Ly thứ năm trị vì theo dòng họ ngoại của mình sau Hiến Trinh Vương hậu, người em họ của bà và bà là Vương hậu Cao Ly đầu tiên tái hôn.

### Hậu cung
Tất cả đều là những chị em họ với Cảnh Tông.
- Hiến Túc Vương hậu Kim thị (헌숙왕후 김씨), con gái Tân La Quốc vương Kính Thuận Vương và Lạc Lãng Công chúa (có sách ghi là Trúc Phòng phu nhân).[9][10] Thụy hiệu đầy đủ của bà là Ôn Kính Cung Hiếu Lương Huệ Ý Mục Thuận Thánh Hoài An Nhân Hậu Hiến Túc (Hangul: 온경공효양혜의목순성회안인후헌숙왕후; chữ Hán: 溫敬恭孝良惠懿穆順聖懷安仁厚獻肅王后).
- Hiến Ý Vương hậu Lưu thị (헌의왕후 유씨), con gái tôn thất Văn Nguyên Đại vương Vương Trinh (문원대왕 왕태) và Văn Huệ Vương hậu.
- Hiến Ai Vương hậu Hoàng Phủ thị (헌애왕후 황보씨), con gái của Cao Ly Đới Tông Vương Húc và Tuyên Nghĩa Vương hậu. Mẹ đẻ của Cao Ly Mục Tông, được tôn phong là Thiên Thu Vương thái hậu (千秋王太后).
- Hiến Trinh Vương hậu Hoàng Phủ thị (헌정왕후 황보씨), em ruột của Hiến Ai Vương hậu, tư thông với Cao Ly An Tông Vương Uất sinh ra Cao Ly Hiển Tông.
- Đại Minh Cung phu nhân Liễu thị (대명궁부인 유씨), con gái tôn thất Nguyên Trang Thái tử và Hưng Phương Cung chúa.

### Con cái
- Cao Ly Mục Tông Vương Tụng (고려 목종; 980 – 1009).

## Trong văn hóa đại chúng
- Được thể hiện bởi Kim Min-woo trong bộ phim truyền hình KBS (2002–2003) The Dawn of the Empire.
- Được thể hiện bởi Choi Cheol-ho và Cha Jae-dol trong bộ phim truyền hình KBS2 năm 2009 Empress Cheonchu.